# Stig Vestergaard
Stig Vestergaard (født 9. august 1948) er en dansk politiker, der har været borgmester i Lolland Kommune fra 2006 til 2014, valgt for Socialdemokraterne.
Vestergaard, der er uddannet lærer, blev valgt til Ravnsborg Kommunalbestyrelse i 1985. I 2000 blev han kommunens borgmester og var således den sidste borgmester. I 2006 blev Ravnsborg sammenlagt med en række andre kommuner til Lolland Kommune, som Stig Vestergaard blev den første borgmester for. 